# 大阪貨物ターミナル駅
大阪貨物ターミナル駅（おおさかかもつターミナルえき）は、大阪府摂津市安威川南町二丁目にある日本貨物鉄道（JR貨物）の貨物駅。東海道本線貨物支線の終端である。

## 歴史

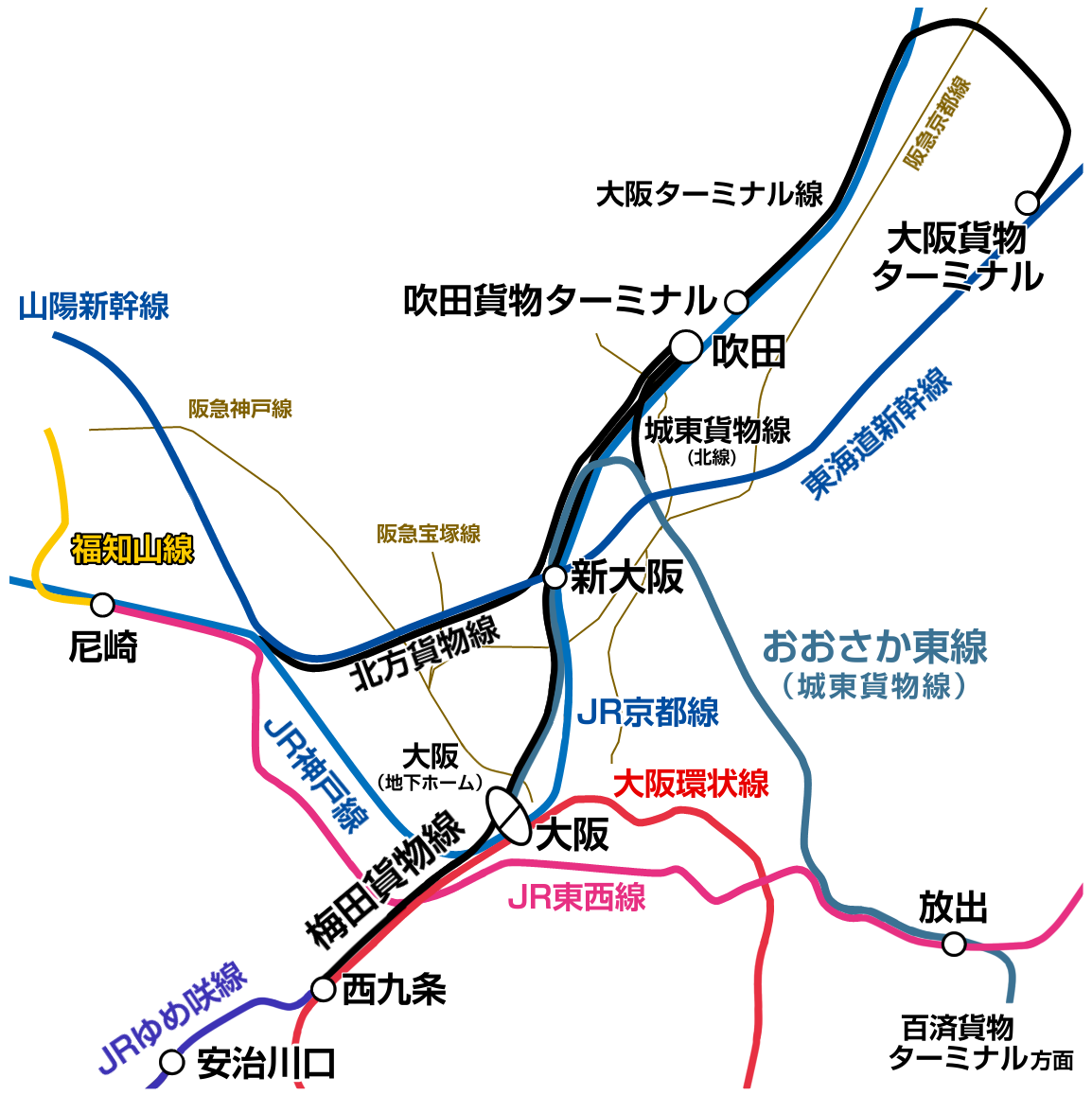
大阪地区の貨物線・貨物駅

当駅は、昭和40年代に、大阪都心部に位置する梅田駅の機能を一部移転し、近畿自動車道へのアプローチが良好で卸売市場や流通団地の建設が進められていた大阪東北部の貨物取扱拠点とする目的で整備が計画されていた。その後、太平洋ベルトにおけるコンテナ専用基地として東京、名古屋、福岡とともに一体的に計画されることとなった。用地は、東海道新幹線の建設時に新幹線貨物輸送計画で大阪側の貨物取扱駅用地として確保されていたが、吹田操車場からの連絡線用地取得が難航し、開業は当初予定の1974年（昭和49年）から大きく遅れ、1982年（昭和57年）11月15日となった。この連絡線は住宅地を高架線で通過するため、高架区間は騒音対策として車両の屋根の高さまで防音壁に囲まれた構造で建設された。
1993年（平成5年）から1998年（平成10年）にかけて行われた東海道本線貨物輸送力増強工事では、当駅においては着発線・荷役線の延伸などの改良が行われた。

### 年表
- 1968年（昭和43年）1月：取扱規模150万ｔの貨物駅として計画決定[3]。
- 1968年（昭和43年）7月：貨物線新設について運輸大臣から認可を受ける[3]。
- 1972年（昭和47年）8月：取扱規模を220万t（将来480万tまで拡張可能）[8]に拡大[3]。
- 1979年（昭和54年）3月：第一次石油危機による景気の低迷を考慮し取扱規模を120万tに縮小[3]。
- 1981年（昭和56年）8月：用地買収が完了[3]。
- 1982年（昭和57年）11月15日：開業[1][9]。
- 1986年（昭和61年）11月2日：東京貨物ターミナル駅との間でピギーバック輸送開始。
- 1987年（昭和62年）4月1日：国鉄分割民営化によりJR貨物の駅となる[9]。
- 2000年（平成12年）3月31日：ピギーバック輸送廃止。
- 2008年（平成20年）5月23日：変電所新設。
- 2020年（令和2年）6月15日：構内入換機について、受託事業者のジェイアール貨物・西日本ロジスティクス所属機の使用を終了し、JR貨物所属機に置き換え。

## 駅構造

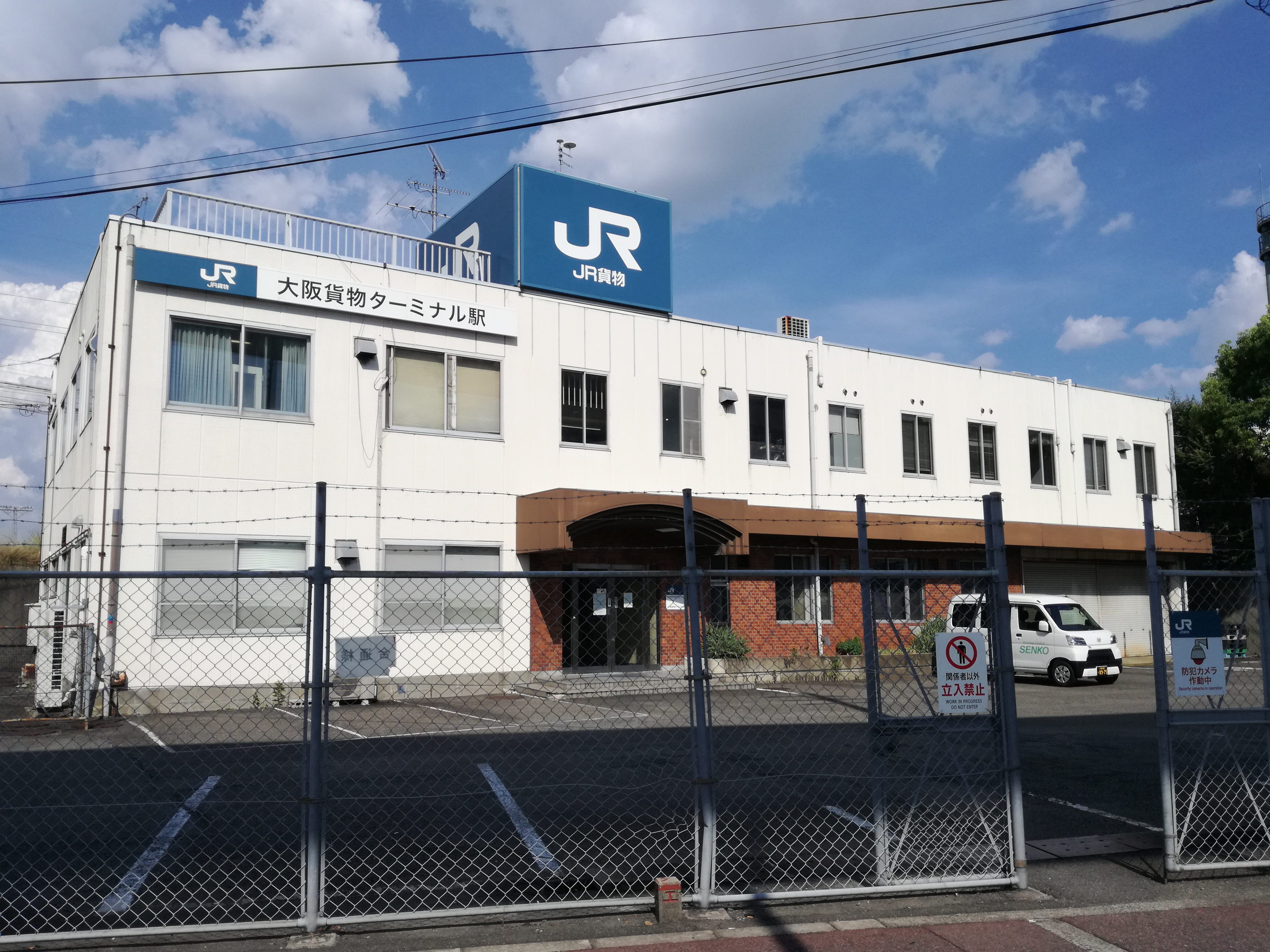
駅舎（2020年8月）

地上駅。東海旅客鉄道（JR東海）東海道新幹線および、鳥飼車両基地に沿う広い構内を持つ。
コンテナホームは3面、荷役線は6本設けられている。着発線はホームの北東に4本敷設され、ここから単線の貨物線が吹田貨物ターミナル駅へ伸びている。仕分線が2本設けられており、予備のコキ車が留置されている。また駅の北側を流れる安威川の北岸から、東側へ向かって分岐し大阪府中央卸売市場へ向かう専用線があったが、現在は休止扱いになっており使用されていない。コンテナホームの終端側には、当駅の駅舎と、通運事業者が入居する事務所棟が設けられている。
コンテナホームの北東側には、線路に並行する形でコンテナの検修庫が設置されている。コンテナの検修業務や構内の入換業務（機関車の運転も含む）はJR貨物グループのジェイアール貨物・西日本ロジスティクス（元関西フレートサービス→ジェイアール貨物・関西ロジスティクス）に委託されており、構内には同社の入換機関車の検修庫も設けられている。
荷役はフォークリフト方式である。1972年の時点では橋型クレーンの導入が計画されていたが、石油危機による景気停滞のため見送られた。ただし、将来的に当駅のウェイトが大きくなった場合はクレーン荷役の採用は可能とされている。

### 構内入換業務

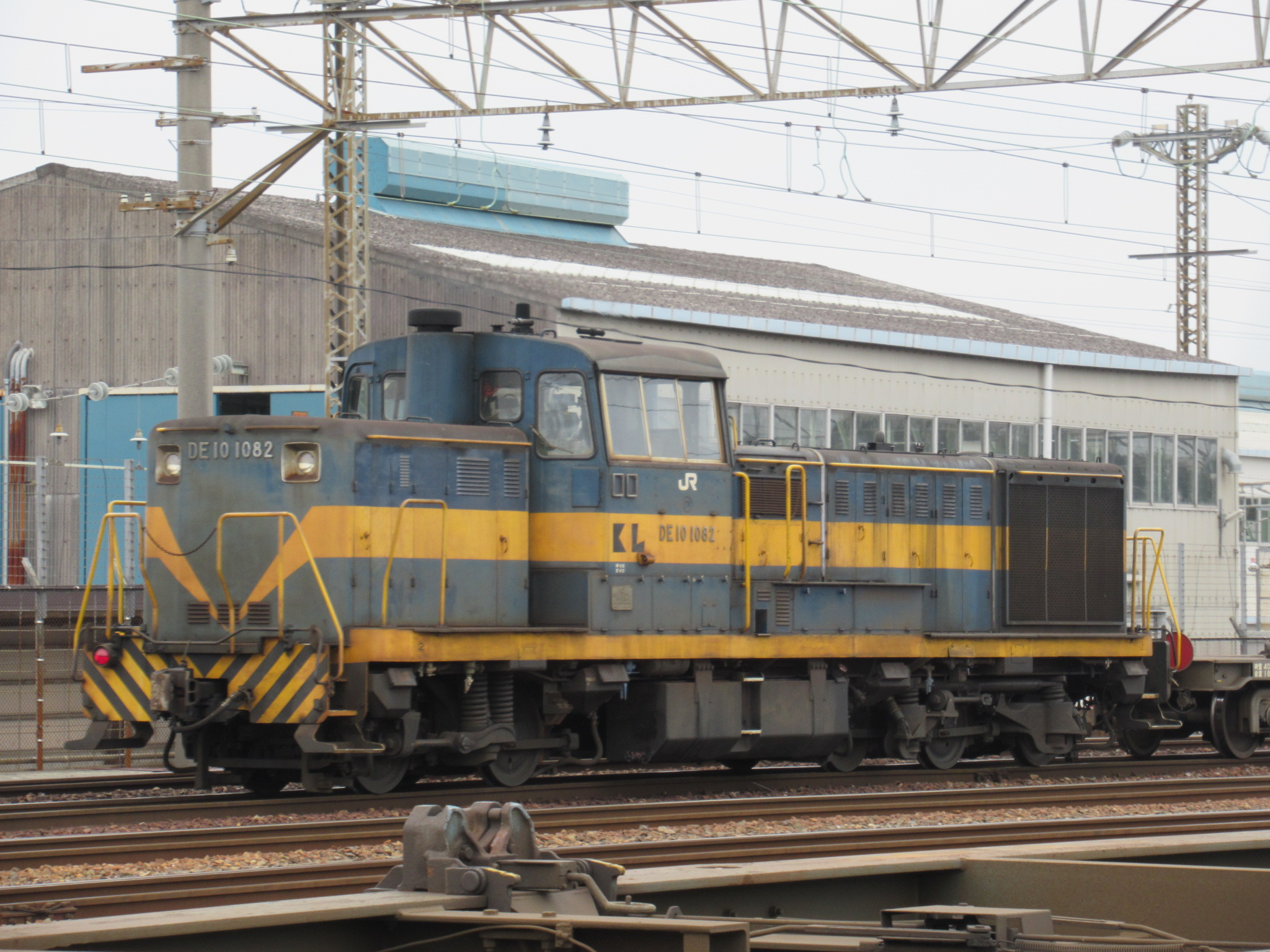
DE10 1082（構内入換機、2020年6月引退）

当駅の構内入換業務は、開業当初から入換機関車の運行を含めて外部委託とされており、受託事業者の関西フレートサービスは国鉄からDD13形6次車2両（102・103）を譲受しDD55-1・2と附番して業務を開始した。その後DD55の老朽化に伴い、置き換えのため1992年（平成4年）にJR西日本からDE10 1067を、1994年（平成6年）にはJR四国からDE10 1014を譲受し、同番号のままで使用した。最終的には元JR貨物のDE10 1082の1両使用となった。受託事業者の関西フレートサービスも、2006年（平成18年）8月にジェイアール貨物・関西ロジスティクスに改称した後、2016年（平成28年）4月にジェイアール貨物・山陽ロジスティクスと合併してジェイアール貨物・西日本ロジスティクスとなっている。同社所属の機関車の使用は2020年（令和2年）6月15日に終了し、JR貨物所属機に置き換えられたが、入換仕業に就く機関車の運転業務は同社の入換運転士が引き続き担当している。

## 取り扱う貨物の種類
- 鉄道コンテナ貨物
  - 12ftコンテナ、20ft・30ft大型コンテナ、20ft・40ft海上コンテナを取り扱う。これはJR貨物が取り扱うことが出来る全種類のコンテナである。ただし最大扱重量が24tのため、これを超える重量のコンテナは扱えない[注 1]。
  - 和歌山オフレールステーション・福知山オフレールステーションへのコンテナ輸送の中継駅となっている。
- 産業廃棄物・特別産業廃棄物の取扱許可を得ている。

## 貨物列車・トラック便
高速貨物列車のみ停車する。吹田貨物ターミナル駅から当駅へ向かう列車が下り、その逆が上りとなっている。
終着駅であるため、下り列車16本が当駅終着、上り列車16本が当駅始発となっている（2020年3月14日現在）。このほか、臨時列車も設定されている。列車の発着駅は吹田貨物ターミナル駅の他に鹿児島貨物ターミナル駅、鳥栖貨物ターミナル駅、福岡貨物ターミナル駅、広島貨物ターミナル駅、新居浜駅、高松貨物ターミナル駅、姫路貨物駅、安治川口駅、百済貨物ターミナル駅、金沢貨物ターミナル駅、富山貨物駅、東京貨物ターミナル駅、新座貨物ターミナル駅、新潟貨物ターミナル駅、仙台貨物ターミナル駅、東青森駅、札幌貨物ターミナル駅が設定されている。
列車代行のトラック便は、福知山オフレールステーションとの間に1日2往復、和歌山オフレールステーションとの間に1日1往復運行されている。

## 駅周辺
安威川と東海道新幹線に挟まれた場所に駅がある。駅の南側（新幹線側）には貨物駅の構内より広い鳥飼車両基地が置かれている。鳥飼車両基地の近くにはヤマト運輸摂津鳥飼本町営業所や福山通運摂津支店がある。
コンテナホームは駅西側を通る大阪府道2号大阪中央環状線に通じている。また、中央環状線と並行して近畿自動車道（摂津北ICと摂津南ICの中間）や大阪モノレール本線（摂津駅 - 南摂津駅間）が通っている。安威川挟んで北側には北大阪トラックターミナルがある。
駅北側に隣接して、摂津市の新幹線公園が設置されている。新幹線0系の先頭車21形と、電気機関車のEF15形 120号機が保存展示されている。地元の市民グループ「新線組」が案内板の整備やごみ拾いなどの活動を行っている。新線組ではJR東海に対してこの公園に新幹線車両基地を見学できる展望台を設置することなどを提案しているが、公園は市営のため実現の目処が立っていない。

## その他
- グリコ・森永事件の際、江崎グリコの江崎勝久社長（当時）が誘拐後に、駅の北側を流れる安威川護岸に建つ水防倉庫（通運事務棟とコンテナ検修庫との間のトラック駐車場の北側対岸にある施設）に監禁されていたが、自力で脱出した後に当駅へ駆け込み、構内作業員により無事に保護され駅舎内でかくまわれたことで同事件が大きく動くきっかけとなった[20]。

## 隣の駅
日本貨物鉄道（JR貨物）
東海道本線（貨物支線）
吹田貨物ターミナル駅 - 大阪貨物ターミナル駅